# Amphisphaeria biturbinata
Amphisphaeria biturbinata är en svampart som först beskrevs av Durieu & Mont., och fick sitt nu gällande namn av Pier Andrea Saccardo 1882. Amphisphaeria biturbinata ingår i släktet Amphisphaeria och familjen Amphisphaeriaceae.   Inga underarter finns listade i Catalogue of Life.